# (73985) 1998 DH28
(73985) 1998 DH28 – planetoida z pasa głównego asteroid okrążająca Słońce w ciągu 3 lat i 135 dni w średniej odległości 2,25 j.a. Została odkryta 23 lutego 1998 roku w programie Spacewatch.